# Frailea
Genre
Frailea est un genre de cactus de forme globulaire ou cylindrique endémique du Brésil. C'est une espèce cleistogame.

## Liste d'espèces
Selon BioLib (10 juin 2017) :
- Frailea albiareolata Buin. & Bred.,
- Frailea angelesii R. Kiesling
- Frailea buenekeri Abraham
- Frailea castanea Backeb.
- Frailea cataphracta (Dams) Br. & R.
- Frailea chrysacantha Hrabě
- Frailea colombiana (Werd.) Backeb.
- Frailea concepcionensis Buin. & Moser, 1971
- Frailea curvispina Buin. & Brederoo, 1972
- Frailea friedrichii Buin. & Moser, 1971
- Frailea fulviseta Buin. & Brederoo, 1973
- Frailea gracillima (Lem.) Br. & R., 1922
- Frailea grahliana (K.Haage) Br. & R., 1922
- Frailea horstii Ritter
- Frailea perumbilicata Ritter
- Frailea phaeodisca (Speg.) Speg.
- Frailea pumila (Lem.) Br. & R., 1922
- Frailea pygmaea (Speg.) Br. & R., 1922
- Frailea schilinzkyana (F.Haage) Br. & R., 1922
- Frailea ybatense Buin. & Moser, 1971